# Municipio de Garfield (condado de Cuming)
El municipio de Garfield (en inglés: Garfield Township) es un municipio ubicado en el condado de Cuming en el estado estadounidense de Nebraska. En el año 2010 tenía una población de 231 habitantes y una densidad poblacional de 2,49 personas por km².

## Geografía
El municipio de Garfield se encuentra ubicado en las coordenadas 41°51′55″N 96°36′13″O / 41.86528, -96.60361. Según la Oficina del Censo de los Estados Unidos, el municipio tiene una superficie total de 92.8 km², de la cual 92,77 km² corresponden a tierra firme y (0,03 %) 0,03 km² es agua.

## Demografía
Según el censo de 2010, había 231 personas residiendo en el municipio de Garfield. La densidad de población era de 2,49 hab./km². De los 231 habitantes, el municipio de Garfield estaba compuesto por el 99,13 % blancos, el 0,43 % eran asiáticos y el 0,43 % eran de una mezcla de razas. Del total de la población el 6,06 % eran hispanos o latinos de cualquier raza.